# 张汝华
张汝华（1926年—），男，山东安丘人，中国药剂学家，曾任沈阳药学院教授、博士生导师，中国药学会药剂专业委员会副主任委员。